# Pływanie na Letnich Igrzyskach Olimpijskich 2012 – 400 m stylem zmiennym mężczyzn
Wyścig na 400 m stylem zmiennym mężczyzn – jedna z konkurencji pływackich rozgrywanych podczas XXX Igrzysk Olimpijskich w Londynie.
Wyznaczone przez FINA minima kwalifikacyjne wynosiły 4:16.46 (minimum A) oraz 4:25.44 (minimum B).
Obrońcą tytułu z Pekinu był Michael Phelps.
Rywalizacja rozpoczęła się 28 lipca o 10:00 czasu londyńskiego, finał rozegrany został tego samego dnia o 19:30.
Mistrzem olimpijskim w wyścigu na 400 m stylem zmiennym został Amerykanin Ryan Lochte.

## Statystyka

### Rekordy
Tabela przedstawia rekordy olimpijski, świata oraz poszczególnych kontynentów w tej konkurencji.
| Rekord świata     | Michael Phelps (USA)       | 4:03.84 | Pekin, Chiny        | 10.08.2008 |
| Rekord olimpijski | Michael Phelps (USA)       | 4:03.84 | Pekin, Chiny        | 10.08.2008 |
| Rekord Afryki     | Oussama Mellouli (TUN)     | 4:10.53 | Pescara, Włochy     | 29.06.2009 |
| Rekord Ameryki    | Michael Phelps (USA)       | 4:03.84 | Pekin, Chiny        | 10.08.2008 |
| Rekord Azji       | Kōsuke Hagino (JAP)        | 4:10.26 | Tokio, Japonia      | 2.04.2012  |
| Rekord Europy     | László Cseh (HUN)          | 4:06.16 | Pekin, Chiny        | 10.08.2008 |
| Rekord Oceanii    | Thomas Fraser-Holmes (AUS) | 4:11.81 | Adelaide, Australia | 15.03.2012 |

### Listy światowe
Tabela przedstawia 10 najlepszych wyników uzyskanych w sezonie 2012 przed rozpoczęciem igrzysk.
| lp. | Zawodnik             | Wynik   | Data       | Miejsce   |
| --- | -------------------- | ------- | ---------- | --------- |
| 1.  | Ryan Lochte          | 4:07.06 | 25 czerwca | Omaha     |
| 2.  | Michael Phelps       | 4:07.89 | 25 czerwca | Omaha     |
| 3.  | Tyler Clary          | 4:09.92 | 25 czerwca | Omaha     |
| 4.  | Kōsuke Hagino        | 4:10.26 | 2 kwietnia | Tokio     |
| 5.  | Yūya Horihata        | 4:10.52 | 2 kwietnia | Tokio     |
| 6.  | Thomas Fraser-Holmes | 4:11.81 | 15 marca   | Adelaide  |
| 7.  | Yang Zhixian         | 4:11.92 | 1 kwietnia | Shaoxing  |
| 8.  | Wang Chengxiang      | 4:12.02 | 1 kwietnia | Shaoxing  |
| 9.  | Luca Marin           | 4:12.04 | 14 czerwca | Rzym      |
| 10. | László Cseh          | 4:12.17 | 21 maja    | Debreczyn |

## Wyniki

### Eliminacje
W eliminacjach wystartowało 37 zawodników. Do finału kwalifikowano zawodników z ośmioma najlepszymi czasami. Sklasyfikowano 36 zawodników, gdyż zdyskwalifikowany został Tunezyjczyk Taki M"Rabet. Na tym etapie zawodów rekord Azji ustanowił Japończyk Kōsuke Hagino (4:10.01). Jeden z faworytów konkurencji, medalista olimpijski Węgier László Cseh uplasował się na 9. miejscu i tym samym nie awansował do finału.

### Wyścig 1
| Poz. | Tor | Zawodnik             | Narodowość | Wynik   | Uwagi |
| ---- | --- | -------------------- | ---------- | ------- | ----- |
| 1    | 5   | Bradley Ally         | Barbados   | 4:21.32 |       |
| 2    | 4   | Anton Sveinn McKee   | Islandia   | 4:25.06 | NR    |
| 3    | 6   | Marko Błażewski      | Macedonia  | 4:32.38 |       |
| 4    | 3   | Rafael Alfaro        | Salwador   | 4:35.80 |       |
| 5    | 2   | Ahmed Ghithe G Atari | Katar      | 5:21.30 |       |

### Wyścig 2
| Poz. | Tor | Zawodnik                 | Narodowość       | Wynik   | Uwagi |
| ---- | --- | ------------------------ | ---------------- | ------- | ----- |
| 1    | 4   | Ward Bauwens             | Belgia           | 4:16.71 | NR    |
| 2    | 6   | Raphael Stacchiotti      | Luksemburg       | 4:17.20 | NR    |
| 3    | 2   | Juryj Suworau            | Białoruś         | 4:23.06 | NR    |
| =3   | 5   | Diogo Carvalho           | Portugalia       | 4:23.06 |       |
| 5    | 3   | Jung Won-Yong            | Korea Południowa | 4:23.12 |       |
| 6    | 1   | Esteban Enderica Salgado | Ekwador          | 4:24.32 | NR    |
| 7    | 8   | Pedro Pinotes            | Angola           | 4:24.69 |       |
| 8    | 7   | Quah Zheng Wen           | Singapur         | 4:26.81 |       |

### Wyścig 3
| Poz. | Tor | Zawodnik           | Narodowość      | Wynik   | Uwagi |
| ---- | --- | ------------------ | --------------- | ------- | ----- |
| 1    | 4   | Kōsuke Hagino      | Japonia         | 4:10.01 | Q     |
| 2    | 6   | Thiago Pereira     | Brazylia        | 4:12.39 | Q     |
| 3    | 1   | Gal Nevo           | Izrael          | 4:14.77 |       |
| 4    | 3   | Yang Zhixian       | Chiny           | 4:15.45 |       |
| 5    | 7   | Aleksandr Tichonow | Rosja           | 4:18.12 |       |
| 6    | 5   | Dávid Verrasztó    | Węgry           | 4:20.24 |       |
| 7    | 2   | Joe Roebuck        | Wielka Brytania | 4:18.55 |       |
|      | 8   | Taki M'Rabet       | Tunezja         |         | DSQ   |

### Wyścig 4
| Poz. | Tor | Zawodnik         | Narodowość        | Wynik   | Uwagi |
| ---- | --- | ---------------- | ----------------- | ------- | ----- |
| 1    | 4   | Michael Phelps   | Stany Zjednoczone | 4:13.33 | Q     |
| 2    | 5   | László Cseh      | Węgry             | 4:13.40 |       |
| 3    | 2   | Yannick Lebherz  | Niemcy            | 4:15.41 |       |
| 4    | 6   | Roberto Pavoni   | Wielka Brytania   | 4:15.56 |       |
| 5    | 3   | Wang Chengxiang  | Chiny             | 4:15.57 |       |
| 6    | 1   | Maksym Szemberew | Ukraina           | 4:16.63 |       |
| 7    | 7   | Janis Drimonakos | Grecja            | 4:17.04 |       |
| 8    | 8   | Alec Page        | Kanada            | 4:19.17 |       |

### Wyścig 5
| Poz. | Tor | Zawodnik             | Narodowość        | Wynik   | Uwagi |
| ---- | --- | -------------------- | ----------------- | ------- | ----- |
| 1    | 4   | Chad le Clos         | Południowa Afryka | 4:12.24 | Q,    |
| 2    | 6   | Ryan Lochte          | Stany Zjednoczone | 4:12.35 | Q     |
| 3    | 3   | Thomas Fraser-Holmes | Australia         | 4:12.66 | Q     |
| 4    | 4   | Luca Marin           | Włochy            | 4:13.02 | Q     |
| 5    | 4   | Yūya Horihata        | Japonia           | 4:13.09 | Q     |
| 6    | 7   | Riaan Schoeman       | Południowa Afryka | 4:17.22 |       |
| =6   | 8   | Federico Turrini     | Włochy            | 4:17.22 |       |
| 8    | 5   | Daniel Tranter       | Australia         | 4:25.76 |       |

### Finał
| Poz. | Tor | Zawodnik             | Narodowość        | Wynik   | Uwagi |
| ---- | --- | -------------------- | ----------------- | ------- | ----- |
|      | 3   | Ryan Lochte          | Stany Zjednoczone | 4:05.18 |       |
|      | 6   | Thiago Pereira       | Brazylia          | 4:08.86 | =     |
|      | 4   | Kōsuke Hagino        | Japonia           | 4:08.94 |       |
| 4    | 8   | Michael Phelps       | Stany Zjednoczone | 4:09.28 |       |
| 5    | 5   | Chad le Clos         | Południowa Afryka | 4:12.42 |       |
| 6    | 1   | Yūya Horihata        | Japonia           | 4:13.30 |       |
| 7    | 2   | Thomas Fraser-Holmes | Australia         | 4:13.49 |       |
| 8    | 7   | Luca Marin           | Włochy            | 4:14.89 |       |